# Slow (pjesma)
"Slow" elektropop je pjesma australske pjevačice Kylie Minogue. Objavljena je kao debitantski singl s njenog devetog studijskog albuma, Body Language 3. studenog 2003. godine u izdanju diskografskih kuća Parlophone, Mushroom i Capitol. 

## O pjesmi
Pjesmu "Slow" napisali su Minogue, Dan Carey i Emilíana Torrini. Pruducirali su je Sunnyroads (Carey i Torrini) i primila je pozitivne kritike glazbenih kritičara. Pjesma je donijela treću nominaciju za nagradu Grammy za pjevačicu Minogue, i to u kategoriji Najbolja dance pjesma (Best Dance Recording), ali ne i dobitak, jer odnijela ga je pjesma "Toxic" od Britney Spears.
Minogue je izvodila pjesmu na sljedećim koncertnim turnejama:
- Showgirl: The Greatest Hits Tour
- Showgirl: The Homecoming Tour
- KylieX2008
- For You, For Me Tour
- Aphrodite World Tour

Pjesma je također izvođena na televizijskom koncertu Money Can't Buy iz 2003. godine.

### Uspjeh na top ljestvicama
3. studenoga 2003. godine, pjesma "Slow" je objavljena kao singl u Ujedinjenom Kraljevstvu. Pjesma je postala Minoguein sedma pjesma koja je dospjela na prvo mjesto na ljestvici UK Singles Chart u Ujedinjenom Kraljevstvu, a sveukupno je provela 10 tjedana između prvih 75 mjesta. Postigla je uspjeh i izvan Ujedinjenog Kraljevstva. Debitirala je na prvom mjestu na australskoj ljestvici ARIA Singles Chart, te zbog preko 70.000 prodanih primjeraka dobila platinastu certifikaciju. U kontinentalnoj Europi pjesma je dospjela na prvo mjesto u Danskoj i Rumunjskoj i dospjela na jendo od prvih 5 ili 10 mjesta u mnogim državama, uključujući Belgiju, Finsku, Njemačku, Mađarsku, Irsku, Italiju, Nizozemsku i Norvešku, zbog čega je dospjela na drugo mjesto na europskoj ljestvici European Hot 100 Singles. U Kanadi, pjesma je objavljena kao singl 13. siječnja 2004. godine, i dospjela je na 6. mjesto tamošnje ljestvice, postajući jedan od Minogueinih najuspješnijih singlova tamo.
Zbog odličnih kritika Minogueinih prethodnih izdanja, "Slow" je objavljena kao singl u SAD-u.  "Slow" postala je njeno treće izdanje koje je dospjelo na vrh Billboardove ljestvice Hot Dance Club Songs. Također, postigla je dobar uspjeh na ljestvici Hot Dance Airplay, gdje je dospjela na 7. mjesto. Ipak, nije našla uspjeh na ljestvici Billboard Hot 100, gdje je debitirala na 93. mjestu prije nego što se popela na 91. mjesto, i provela je samo 3 tjedna na ljestvici.

## Kritički osvrt
"Slow" je dobila pozitivne kritike od glazbenih kritičara.

### New York
Ethan Brown je za časopis New York opisao pjesmu kao predložak pop zvijezdama da prate električne otkucaje koji su topli, čak sjajni.

### Rolling Stone
Rob Sheffield je za Rolling Stone nazvao pjesmu "Slow" draguljem u elekto Princeovom stilu.

### PopMatters
Adrien Begrand je za PopMatters izjavio da je pjesma žarišna točka albuma i rekao da je to Minoguein najzavodljiviji komad.

## Popis pjesama
| UK CD 1 (Objavljen: 3. studenog 2003.) 1. "Slow" (Glavna inačica) – 3:13 2. "Soul on Fire" – 3:32 UK CD 2 i australski CD 1 (Objavljen: 3. studenog 2003.) 1. "Slow" (Glavna inačica) – 3:13 2. "Sweet Music" (Glavna inačica) – 4:08 3. "Slow" (Medicine 8 Remix) – 6:57 4. "Slow" (Spot) Kanadski CD 1 (Objavljen: 13. siječnja 2004.) 1. "Slow" (Glavna inačica) – 3:13 2. "Soul on Fire" – 3:32 Australski CD 2 (Objavljen: 1. studenog 2003.) 1. "Slow" (Glavna inačica) – 3:13 2. "Soul on Fire" – 3:32 3. "Slow" (Radio Slave Mix) – 10:27 4. "Slow" (Synth City Mix) – 5:50 | Francuski DVD singl (Objavljen: 2. prosinca 2003.) 1. "Slow" (Glavna inačica) – 3:13 2. "Sweet Music" (Glavna inačica) – 4:08 3. "Slow" (Spot) Japanski CD singl (Objavljen: 10. studenog 2003.) 1. "Slow" (Glavna inačica) – 3:13 2. "Soul on Fire" (Glavna inačica) – 3:32 3. "Slow" (Medicine 8 Remix) – 6:57 4. "Slow" (Radio Slave Mix) (Kratka inačica) – 6:35 5. "Slow" (Extended Mix) – 6:25 |

## Videospot
Spot singla snimljen je tijekom trodnevnog perioda u španjolskom gradu Barcelona na Piscina Municipal de Montjuïc, pod redateljskom palicom Bailliea Walsha. Spot se otvara scenom mušlkarca koji uskače u bazen za plivanje s daske za skakanje, gdje se jasno vide neboderi Barcelone. Nakon što muškarac izađe iz bazena, spot se fokusira na Minogue, koja je na prepunom rubu bazena zajedno s muškarcima i ženama odjevenim u kupaće kostime. Ona je na plavom ručniku, u bijelom kupaćem kostimu i Balenciaga mini haljini. Kosa joj je raspuštena. Tijekom spota puštaju se scene Minogue iz ptičije perspektive dok pjeva pjesmu, odjevena u isto. Spot se završava s Minogueinim očima prekrivenim plavom poluprozirnom maramom. 

## Top ljestvice
| Top ljestvica (2003.) | Najviša pozicija |
| --------------------- | ---------------- |
| Australija            | 1                |
| Austrija              | 20               |
| Belgija (Flandrija)   | 9                |
| Belgija (Valonija)    | 26               |
| Danska                | 1                |
| Nizozemska            | 8                |
| Europa                | 2                |
| Finska                | 3                |
| Francuska             | 45               |
| Njemačka              | 8                |
| Mađarska              | 4                |
| Irska                 | 5                |

| Top ljestvica (2003.)             | Najviša pozicija |
| --------------------------------- | ---------------- |
| Italija                           | 6                |
| Novi Zeland                       | 9                |
| Norveška                          | 4                |
| Švedska                           | 16               |
| Švicarska                         | 18               |
| Ujedinjeno Kraljevstvo            | 1                |
| Top ljestvica (2004.)             | Najviša pozicija |
| Kanada                            | 6                |
| Rumunjska                         | 1                |
| SAD Billboard Hot 100             | 91               |
| SAD Billboard Hot Dance Club Play | 1                |

## Povijest objavljivanja
| Država                 | Datum              | Izdavač    | Format   | Katalog         |
| ---------------------- | ------------------ | ---------- | -------- | --------------- |
| Ujedinjeno Kraljevstvo | 3. studenog 2003.  | Parlophone | CD singl | 553 3622        |
| Japan                  | 10. studenog 2003. | Parlophone | CD singl | 553 3832        |
| Francuska              | 10. studenog 2003. | Parlophone | CD singl | 7243 553382 2 8 |
| Kanada                 | 13. siječnja 2004. | Capitol    | CD singl | 553 3832        |

## Obrade pjesme
- Bell X1 na Even Better than the Real Thing Vol. 2
- Mayer/Aguayo na Kompakt: Total 6
- Tricky na Knowle West Boy
- George Michael također je snimio ovu inačicu kao digitalni singl.